# Медаль «За разминирование Пальмиры»
Меда́ль «За размини́рование Пальми́ры» — ведомственная награда Министерства обороны Российской Федерации. Учреждена 16 мая 2016 года приказом министра обороны Российской Федерации № 277 «Об учреждении медали Министерства обороны Российской Федерации „За освобождение Пальмиры“».

## Положение о медали
Медалью награждаются:
- военнослужащие Вооруженных Сил Российской Федерации за отличие, отвагу и самоотверженность, высокий профессионализм, проявленные при выполнении задач по обнаружению и обезвреживанию (уничтожению) взрывоопасных предметов в ходе разминирования Пальмиры Сирийской Арабской Республики (далее – Пальмира);
- военнослужащие и лица гражданского персонала Вооруженных Сил Российской Федерации, принявшие участие в организации и обеспечении разминирования Пальмиры и руководстве действиями подчиненных;
- другие граждане Российской Федерации и иностранные граждане, оказавшие содействие в решении задач, возложенных на Вооруженные Силы Российской Федерации по разминированию Пальмиры.

Награждение медалью производится приказом Министра обороны Российской Федерации в порядке, предусмотренном в Министерстве обороны Российской Федерации. Повторное награждение медалью не производится.
Медаль (лента медали) носится на левой стороне груди.

## Описание медали
Медаль – из металла золотистого цвета, имеет форму круга диаметром 32 мм с выпуклым бортиком с обеих сторон.
На лицевой стороне медали в центре - рельефное одноцветное изображение Триумфальной арки и оливковых ветвей под ней. В верхней части, по кругу – рельефная надпись: «ЗА РАЗМИНИРОВАНИЕ ПАЛЬМИРЫ».
На оборотной стороне медали: в центре – рельефное одноцветное изображение эмблемы Министерства обороны Российской Федерации (увенчанный короной двуглавый орел с распростертыми крыльями. В правой лапе орла – меч, в левой – дубовый венок. На груди орла – треугольный, вытянутый книзу щит со штоком, восходящим к короне. В поле щита – всадник, поражающий копьем дракона), по кругу – рельефная надпись: в верхней части – «МИНИСТЕРСТВО ОБОРОНЫ», в нижней части - «РОССИЙСКОЙ ФЕДЕРАЦИИ».
Медаль при помощи ушка и кольца соединяется с пятиугольной колодкой, обтянутой шелковой муаровой лентой шириной 24 мм. С правого края ленты оранжевая полоса шириной 10 мм, окаймленная черной полосой шириной 2 мм, левее – равновеликие черная, белая и красная полосы.

## Семантика
Элементы медали символизируют:
- Триумфальная арка (достопримечательность Пальмиры) и оливковые ветви (символ мира и миролюбия) – высокий профессионализм, мужество и отвагу, проявленные при выполнении задач при проведении операции по разминированию Пальмиры;
- эмблема Министерства обороны Российской Федерации и оранжевая полоса ленты медали, окаймленная черной полосой, - принадлежность медали к системе знаков отличия Вооруженных Сил Российской Федерации;
- черная, белая и красная полосы ленты медали (цвета флага инженерных войск Вооруженных Сил Российской Федерации) – предназначение медали для награждения военнослужащих и лиц гражданского персонала Вооруженных Сил Российской Федерации, а также других граждан Российской Федерации и иностранных граждан, оказавших содействие в решении задач, возложенных на Вооруженные Силы Российской Федерации по разминированию Пальмиры.

## Награждения
- 27 мая 2016 года в городе Муроме, прямо на железнодорожном вокзале, медалью «За разминирование Пальмиры» были награждены военнослужащие инженерно-сапёрной бригады, вернувшиеся из Сирии. Свыше полутора месяцев они работали в освобождённой Пальмире. За время командировки муромские сапёры полностью очистили от мин почти тысячу гектаров на территории Пальмиры и свыше 100 километров дорог, обезвредив порядка 20 тысяч взрывоопасных предметов[3][4].
- 7 июня 2016 года в подмосковном поселке Нахабино было награждено более 30 военнослужащих Международного противоминного центра Вооруженных Сил РФ, вернувшихся из Сирии[5].